# William Fenn
William S. Fenn Jr. (14 de setembro de 1904 — dezembro de 1980) foi um ciclista olímpico estadunidense. Representou sua nação em dois eventos nos Jogos Olímpicos de Verão de 1924, em Paris.